# Џорџинио Вајналдум
Џорџинио Грегион Емил Вајналдум (хол. Georginio Gregion Emile Wijnaldum; 11. новембар 1990) холандски је фудбалер који тренутно наступа за Ел Етифак и репрезентацију Холандије на позицији средине терена.
Поникао је у Фајенорду за који је дебитовао 2007. након чега је одиграо 134 утакмице. После његовог одласка из Фајенорда, Вајналдум је провео четири сезоне у ПСВ Ајндховену освојивши КНБВ Куп у својој првој сезони, као и холандску лигу у последњој сезони у клубу. Такође је освојио и награду за холандског фудбалера године док је био у ПСВ-у. Вајналдум је потом 2015. прешао у Њукасл, након чијег испадања у нижи ранг прелази у редове Ливерпула.
Вајналдум од 2011. такође наступа за репрезентацију Холандије за коју је одиграо више од 50 утакмица, а са којом је освојио треће место на Светском првенству 2014.

## Детињство и младост
Вајналдум је рођен и одрастао у Ротердаму, Јужној Холандији. Када је имао шест година, његови родитељи, који су Афро-Суринамског порекла, развели су се што је довело до селидбе његове мајке у Амстердам. Међутим, Вајналдум је одлучио да остане у Ротердаму и пресели се код баке, где је живео остатак свог детињства.
Када је Вајналдум био млађи, никада није показивао интересовање за фудбал. Никада се није играо са лоптом или гледао фудбал на телевизији.
Његова жеља је била да постане гимнастичар или акробата. То се променило када га је рођак позвао да са њим дође на његов први дан у Спарту Ротердам; тада је и он сам позван у фудбалску академију тог клуба и његова љубав према фудбалу је почела полако да расте.
Вајналдум има два млађа брата, од којих један, Ђилиано Вајналдум, тренутно игра за Спарта Ротердам, док други, полубрат, Ражив ван Ла Пара, тренутно наступа за Хадерсфилд Таун. Вaјналдум је раније био познат као Жоржинио Боатенг, али након развода родитеља, узео је девојачко презиме своје мајке.

## Клупска Каријера

### Почетак каријере
Са шест година, Вајналдум се брзо развијао у Спарти Ротердам, освојивши две титуле у своје прве две сезоне. Убрзо су Ајакс, ПСВ и Фајенорд показали интересовање у овог младића, али је Вајналдум одбио све понуде: "Нисам гледао фудбал на телевизији и нисам знао ниједног од првотимаца Спарте или било којег доброг клуба. Једине које сам знао су били најбољи фудбалери холандске репрезентације, па ме те понуде нису превише импресионирале. Лепо сам се провео у Спарти, желео сам да останем." Након што је играо за Спарту Ротердам седам сезона и представљао холандску репрезентацију у свим узрастима, Вајналдум је одлучио да прихвати нову Фајенордову понуду. Био је убеђен како ће играјући за Фајенорд брже напредовати као фудбалер и веровао је у Фајенордову визију.
У Фајенорду, Вајналдум се придружио успешној генерацији заједно са Лиројем Ферем и Луисом Педром.
Вајналдум се истицао као изузетан таленат. У јануару 2007. Вајналдума је позвао Фајенордов менаџер Ервин Куманна тренинг камп са првим тимом у Турску.

### Фајенорд
Дана 8. априла 2007. Вајналдум је одиграо прву званичну утакмицу у Фајенорду у холандској лиги против Гронингена и изгубио резултатом 0-4. Стар само 16 година и 148 дана, Вајналдум је постао најмлађи играч који је икада играо за први тим Фајенорда и изабран је за играча утакмице.
Другог децембра 2007. Вајналдум је постигао први гол за Фајенорд, против Хераклеса у победи од 6-0.
У сезони 2008-09, Вајналдум је одиграо прву утакмицу у европским такмичењима. 18. септембра 2008. играо је у Лиги европе против фудбалског клуба Калмар. 2. октобра 2008. постигао је први гол за Фајенорд у европским такмичењима и реванш утакмици против истоименог клуба, која се завршила победом од 1-2.
У марту 2009. Вајналдум је потписао нови уговор за Фајенорд који би га везивао за клуб до лета 2012. У фебруару 2011. значајно је помогао Фајенорду у победи од 5-1 против Гронингена, постигавши четири гола. Постигао је два гола из игре и два гола из пенала и завршио је сезону са осам голова.

### ПСВ
Дана 29. јуна 2011. технички директор Фајенорда изјавио је да је клуб постигао договор са Вајналдумом у вредности од 5 милиона евра са ПСВ-ом. У првом колу сезоне 2011-12 у холандској лиги, Вајналдум је у првој утакмици за клуб изгубио од АЗ Алкмар резултатом 3–1 . 21. августа 2011. Вајналдум је постигао први гол за ПСВ у победи од 3-0 против Адо Ден Хага. Од доласка у клуб, Вајналдум се усталио у стартној постави јер је постизао голове и асистенције са своје позиције офанзивног везног у лиги, купу и Лиги Европе. Након пензионисања Марка ван Бомела на лето 2013. Вајналдум је изабран за капитена ПСВ-а за сезону 2013-14. Међутим, одиграо је само 11 мечева те године, постигао четири гола, због проблема са повредом леђа. У сезону 2014-15, Вајналдум се вратио потпуно опорављен од повреде и био је капитен ПСВ-а све до њихове прве лигашке титуле још од 2008.

### Њукасл Јунајтед
Вајналдум је дошао у Њукасл јунајтед 11. јула 2015. потписавши петогодишњи уговор, за накнаду од 14,5 милиона фунти,
што га је чинило најскупљим појачањем у ери Мајка Ешлија. Вајналдум је дебитовао 9. августа у утакмици против Саутемптона, постигавши гол након центаршута Габријела Обертана. Постигао је други свој гол у Њукаслу против Челсија 26. септембра. 18. октобра, Вајналдум је постигао четири гола у победи код куће од 6-2 против Норича, и тако је постао тек други фудбалер Њукасла који је дао више од три гола на једном премијерлигашком мечу. Вајналдум је био сматран за играча утакмице против Ливерпула када је захваљујући њему, Мартин Шкртел постигао аутогол, а такође је и Вајналдум дао гол за коначних 2-0. Постигао је гол против Манчестер јунајтеда 12. јануара 2016. у ремију од 3-3. и поново четири дана касније у победи од 2-1 против Вест Хема, и касније још два против Тотенхема у победи од 5-1 у последњем колу сезоне, завршивши сезону као најбољи стрелац Њукасла. Упркос томе, Њукасл је испао у Чемпионшип.

### Ливерпул
Дана 22. јула 2016. Вајналдум се вратио у Премијер Лигу, потписавши за Ливерпул петогодишњи уговор, уз обештећење од 23 милиона фунти са још могућих 2 милиона фунти у бонусима. Задужио је дрес са бројем 5.

#### Сезона 2016–17
Вајналдум је направио премијерлигашки деби за Ливерпул против Арсенала 14. августа 2016. када је провео 80 минута на терену и направио асистенцију за гол Адама Лалане након чега је уместо њега на терен ушао Кевин Стјуарт.
Постигао је први гол за клуб у победи од 6-1 против Вотфорда 6. новембра. 31. децембра, постигао је спектакуларан погодак на мечу против Манчестер Ситија који је привукао много пажње. Вајналдум је запечатио победу Ливерпула против Арсенала 4. марта 2017. рутинском завршницом у продужетку утакмице. У последњој утакмици сезоне, Ливерпулу је била потребна победа против Мидлзброа да осигура четврто место које води у Лигу Шампиона. Вајналдум је постигао први гол на мечу на самом крају првог полувремена, а на крају је његов тим убедљиво славио са 3-0.

#### Сезона 2017–18
Дана 28. октобра 2017. Вајналдум је дао први гол у сезони у победи Ливерпула против новог прволигаша Хадерсфилда. Другог маја 2018. Вајналдум је дао први гол на гостовањима још од маја 2015. када је затресао мрежу на утакмици против Роме након чега је Ливерпулу обезбедио пролазак у финале Лиге Шампиона укупним резултатом 7-6 Његов гол је такође оборио рекорд такмичења за највише голова у једној сезони Лиге Шампиона. То је био 46. гол на турниру у екипи Ливерпула, што је оборило претходни рекорд Барселоне који је износио 45 голова. Вајналдум је играо за Ливерпул у финалу Лиге Шампиона 2018. године против Реал Мадрида свих 90 минута када је Ливерпул изгубио 1-3.

#### Сезона 2018–19
Вајналдум је постигао свој први гол у гостима у Премијер Лиги 15. септембра 2018. када је затресао мрежу Тотенхема у победи од 2-1. Своју јубиларну стоту утакмицу је одиграо за клуб 29. септембра у ремију са Челсијем од 1-1. 14. априла 2019. такође против Челсија, одиграо је своју стоту премијерлигашку утакмицу за Ливерпул.
На полувремену друге утакмице полуфинала Лиге Шампиона против Барселоне, ушао је због повреде саиграча и дао два гола у року од два минута, што је био други и трећи гол на мечу против Барселоне, који је потом запечатио Дивок Ориги постигавши четврти гол који је одвео Ливерпул у финале.

## Репрезентативна каријера

### Млада репрезентација
Вајналдум је био један од кључних играча младе репрезентације Холандије до 17 година на Европском првенству за младе у Белгији. Међутим, Холандија је завршила као трећепласирана у групи иза Енглеске и Белгије, и тако остала без нокаут фазе. Убрзо након тог турнира, Вајналдум је позван да игра репрезентацију Холандије до 19 година. Упркос изванредним индивидуалним играма, тим није успео да се квалификује за Европско првенство 2008. до 19 година у Чешкој и за Европско првенство 2009. у Украјини.
Дана 12. новембра 2008. млади фудбалер је добио позив од менаџера резервног тима репрезентације Холандије Јохана Нескенса који је морао да одбије због повреде.

### Сениорска репрезентација
Дана 30. маја 2011. Вајналдум је био на списку за пријатељске утакмице против Бразила и Уругваја, али није играо ни на једном од тих мечева. Прву утакмицу за први тим Холандије је одиграо на мечу против Сан Марина 2. септембра 2011. ушавши у игру у 86. минуту након чега је и постигао гол за коначних 11-0.
Вајналдум је представљао Холандију на Светском првенству у фудбалу 2014. и постигао свој други гол за репрезентацију против Бразила у утакмици која се играла за треће место.
Дана 9. септембра 2018. одиграо је своју 50. утакмицу за Холандију у поразу од 2-1 против Француске.

## Признања
Фајенорд
- КНБВ Куп: 2007/08.

ПСВ
- Ередивизија: 2014/15.[44]
- КНБВ Куп: 2011–12[45]
- Суперкуп Холандије: 2012

Ливерпул
- Лига Шампиона: 2018/19.[46]
- Суперкуп Европе: 2019
- Светско клупско првенство: 2019.
- Премијер лига: 2019/20.

Париз Сен Жермен
- Лига 1: 2021/22.

Холандија
- УЕФА Лига нација: друго место 2018/19.
- Светско првенство: треће место 2014[47]

Индивидуална
- Ротердамов таленат године: 2007[48]
- Холандски фудбалер године: 2014–15[44]